# エフエム栃木
株式会社エフエム栃木（エフエムとちぎ、英: F.M.Tochigi Broadcasting Co., Ltd.）は、栃木県を放送対象地域として超短波放送（FM放送）を行っている特定地上基幹放送事業者である。愛称は RADIO BERRY（レディオ・ベリー）、コールサインはJOSV-FM。
JFN系列局。主要株主は栃木県、足利銀行、栃木銀行、カンセキ、下野新聞社など。また、当局含めたJFN系列38局はACジャパン（旧・公共広告機構）の正会員企業の一つである。

## 概要

### 開局の経緯
栃木県内では1980年代前半から県域FM局開局の要望があった。
民放FM局周波数割当ての増えた1980年代でも、栃木県は、茨城、岐阜と共に県域AM局の経営安定の観点から県域FM局の周波数割り当ては見送られていた。この情勢から1980年代後半、足利銀行などの主導で準備委員会が作られ、岐阜、佐賀民放FM局の周波数が、追加割当てされたのを契機に法人が設立された。
栃木県でも、1990年4月27日に経済界が渡辺文雄知事と郵政省にFM放送局新設を陳情、同年9月21日郵政省電波監理審議会にて栃木県に対し、親局を宇都宮市に周波数76.4MHz、出力1kWの答申が決定し、栃木県域民放ラジオ局誕生に向けて始動した。
1994年4月1日開局。外国語放送局を除き関東地方では最も歴史の浅い県域民放ラジオ局である。栃木県では1962年の栃木放送の開局以来、32年ぶりの新局開局となった。

### 編成
開局時からRADIO BERRYを名乗り、開始・終了時の局名告知で併用している以外基本的に「エフエム栃木」の呼称を使用しない。局名告知以外で正式局名を呼称しないのはエフエム東京（TOKYO FM）や静岡エフエム放送（K-MIX）などと同じであるが、開局時から現在まで同じ愛称で一貫している点が大きく異なる。JFNにおけるネット各局の資料では長らく「FM栃木」であったが、radiko、AuDeeのサービス開始以降は、RADIO BERRYに統一されている。
当初から現代的なCIやジングルを持ち、放送の他イベント、紙媒体において音とデザインで局の統一感を押し出している。ジングルについてはフロリダ州のFM局「WRMF」のものと全く同様の楽曲とメロディが使用されているものがある。
JFN系列では、エフエム大阪・エフエム香川と並び完全24時間放送を行っていた（ただしこの場合でも不定期に放送機器メンテナンスにより休止する場合がある）が、2024年度秋季改編（実質的には9月から）以後、日曜日深夜のメンテナンス休止枠が定時化され、月曜日 2:55 - 5:00が放送休止となった。かつては、エフエム秋田でも2020年9月まで行っていた。
JFN系列のキー局であるTOKYO FMとエリアが一部重なるが同局とエリアが重なるFM GUNMAとは異なり開局当初からTOKYO FM制作が主体で同系のフルネットが多いAライン、JFNC（制作会社、番組供給会社としてのジャパンエフエムネットワーク）制作が主体で同系の地方局への裏送りが多いBラインともネットしており、現在でも平日の朝の一部のAラインの番組はネットされていないが日曜やかつての土曜の午後のAラインの番組がネットされていないということはない。
JFN系列の地方局として番組供給会社JFNCの番組比率が高く、自社制作番組は平日の朝・夕中心となっている。自社番組放送時間は57時間2分/週（生活情報、B-HOT!等含む）、自社制作率は約33.9%である（2016年4月現在）。前後して開局した後発のJFN系FM局と比べ自社制作率は比較的高い。
一方、1990年代と比べて広告収入が減少したり新社屋建設費の返済が経営を圧迫し赤字が続いており、製作費削減のため2009年4月改編では平日昼間帯の自社制作枠廃止や平日夜間・土日のニュースをJFNCに委託、外部パーソナリティ起用の縮小、週末を中心とする生活情報の短縮などを行っている。自社制作率は開局当初の水準に一時逆戻りして3割を切ったこともある（2010年4月時点での自社制作率は27.5%）。
自社制作番組では、地域情報など音楽以外の企画を盛り込むことが多く、地元中小商業関係のCMも多い。その他、県内のショッピングセンターやアウトレットモールなどからの公開収録も比較的多い。
また、県内市町が提供する自治体情報番組が多く設定されている。
毎時55分など、自社制作枠の数分の交通情報・気象情報・ヘッドラインニュースは、ネットワーク番組に挟まれる時間にも存在する。週末にも毎時55分に交通情報を中心として自社制作枠が設定されている。車社会化の傾向が強い県という特有の事情もあり、地方都市圏でありながら交通情報の放送回数が多めであった。
各情報ごとにBGMを使用しており、JFNニュースは開局以来BGMなしであったが2009年1月よりローカルニュースと同じBGMを使用している。なお、現在各生活情報で使用されているBGMは4代目である（2014年4月現在）。
また、夏季の高校野球地方大会開催時には「高校野球リポート」を、冬季には栃木県内および近隣のスキー場情報に特化した「ゲレンデインフォメーション」といった季節に合わせたミニ情報番組も編成される。現在は放送されていないが比較的雷が多い県のため、雷情報に特化した「Thunder Report」（サンダーリポート）などの情報もあった。現在でも「Radio Berry Weather」内で雷情報は時間を長めにとって伝えることもある。

### スポーツ中継
また、特筆すべき点として、ツインリンクもてぎ→モビリティリゾートもてぎが放送エリア内に立地することから、開局から2000年代初頭にかけてモータースポーツ関連番組が数多く編成されていた（MOTOR FREAKやツインリンクもてぎFUN!TIME、インディジャパン300マイル開催に合わせて放送される平日帯特番Lunchtime@Indy cafeなど）。
2007年から、radio cube FM三重と鈴鹿8時間耐久ロードレースの特番を同時生放送するなどJFN系列局との番組共同制作も行われているほか、同年より9月にロードレース世界選手権（モトGP）特番を関東の系列外各局と4局ネット（NACK5、FMヨコハマ、BAYFM）で放送している。なお、2009年シーズンはモトGP開催が春だったため放送時期も4月に移動している。
スポーツ関連では栃木県内に本拠地を置くプロスポーツチームの栃木SC（Jリーグ）、宇都宮ブレックス（Bリーグ）、HC日光アイスバックス（アジアリーグ）、宇都宮ブリッツェン（自転車ロードレース）を積極的に取り上げており特に平日夕方のB・E・A・T18時台に日替わりでコーナーを設け放送している。
2010年3月6日には、ブレックスアリーナ宇都宮で行われたリンク栃木ブレックスvsレラカムイ北海道の試合において、日本のFM放送初のプロバスケット実況生中継を行った。
また、JBLに続いて2011年10月26日にはJ2栃木SCのホームゲームも初めて実況生中継を実施している（なお、この2011年J2第7節東京ヴェルディ戦はRADIO BERRYスペシャルマッチとして実施された）。

### 過去
2006年4月より同年12月まで日曜深夜にMIDNIGHT OASISを開始し完全24時間化を行ったが、この試みは短期間で終わる。その後、再び日曜深夜 26:00 - 28:00に放送機材メンテナンスの為放送休止となっていたが2010年4月より再度日曜深夜の終夜放送を再開し、2010年4月現在完全24時間化されている。（ただ、2009年には度々BLACK BERRYを不定期で日曜深夜に放送していた。また現在も年に数回、日曜深夜数時間のメンテナンスによる休止枠が発生する場合もある。）なお、2010年4月現在日曜深夜を含めた完全24時間放送を実施している放送局はJFN系列では他にエフエム香川とFM大阪のみである。
1994年の開局当初は平日21時台にスピッツの草野マサムネら若手ミュージシャンが日替わり出演する帯番組「BROTHER TO KIDS」や土曜 18:00 - 21:00にはクラブDJと横浜エフエム放送で既に実績のあった当時若手DJの栗原治久をメインとした生放送リクエスト番組「RADIO BERRY WEEKEND REQUEST」を制作するなど積極的に番組の自社制作を行っていた。

#### 過去の宇都宮発広域ネット番組
また、東北地方でブロックネットされていた藤田千章（SING LIKE TALKING）が出演する「Feel The Music」をネット受けした上で後に自社制作化（藤田君と西村君のTake To The Limit）するなどネット番組にも関与する試みが見られた。特別企画として宇都宮での公開収録も行っている。
この他、1990年代にはJFNC製作のBラインネット番組「ヒルサイド・アヴェニュー」を宇都宮・RADIO BERRYのスタジオから生放送した回がある。

### マスコットキャラクター
開局5周年を記念し1999年2月にキャラクターデザインを公表して愛称を公募、1999年4月1日放送の特番でベリオと命名される。応募総数6,348通。「ベリオ」はタイムテーブル等に登場していた。
2003年4月1日、RADIO BERRY新ロゴとともに新キャラクターの「イチゴロー」登場。2013年には全国的なキャラクターブームに乗り、イチゴローの着ぐるみが制作された。

## 周波数・出力
| 親局   | 周波数  | 空中線電力 | ERP   | 所在地                                                             | 備考 |
| ------ | ------- | ---------- | ----- | ------------------------------------------------------------------ | ---- |
| 宇都宮 | 76.4MHz | 1kW        | 3.9kW | 宇都宮市（旧・河内郡上河内村→上河内町）宮山田町字向山 羽黒山送信所 |      |
| 中継局 | 周波数  | 空中線電力 | ERP   | 所在地                                                             | 備考 |
| 足利   | 78.3MHz | 30W        | 83W   | 足利市迫間町 大坊山                                                |      |
| 葛生   | 84.4MHz | 10W        | 11.5W | 佐野市（旧葛生町）長坂町 東方高地                                  |      |
| 今市   | 79.1MHz | 3W         | 9.1W  | 日光市（旧今市市）倉ヶ崎 茶臼山                                    |      |
| 塩原   | 78.5MHz | 1W         | 1.6W  | 那須塩原市（旧塩原町） 塩原字畑下                                  |      |

公式な受信可能エリアは、栃木県全域のほか福島県、茨城県、群馬県、埼玉県、千葉県の一部地域としている。

## 演奏所

### 本社・演奏所の概要
宇都宮市一条三丁目の国道119号（東京街道）沿いにあった本社社屋が手狭となったため、2006年6月に移転が発表され、2007年夏を目処に市街地に移転することとなった。その後、移転先を中央1丁目の駐車場空き地に選定し移転作業を開始。2007年1月13日に地鎮祭が行われた。2007年11月12日に現在地の宇都宮市中心部の中央一丁目2-1（シンボルロード沿い）への本社を移転した。
新社屋はオリオン通りの南側約120メートルの駐車場跡地に建設された3階建て賃貸ビルで、同社のみ入居する専有ビルである。設計は渡辺有規建築企画事務所、建設は東武建設と県内の業者により設計・建設される。延べ床面積は約1,195平方メートル。
デジタル化に対応した最新の放送機器を約4億円かけて導入し、またスタジオもシンボルロードに面した1階にガラス張りの生放送番組用の第1スタジオ（B-HILLS（ビー・ヒルズ））の他、3階に主に収録番組用やbpm（2009年3月放送終了）で使用されていたスタジオ（Crystal Berry（クリスタルベリー））とニュースや気象情報を送出できるミニスタジオ（いちごBOX（‐ボックス））が建設された。
また、1階にイベントスペースが設けられ、特別番組の公開生放送など様々な催しが開催可能である。

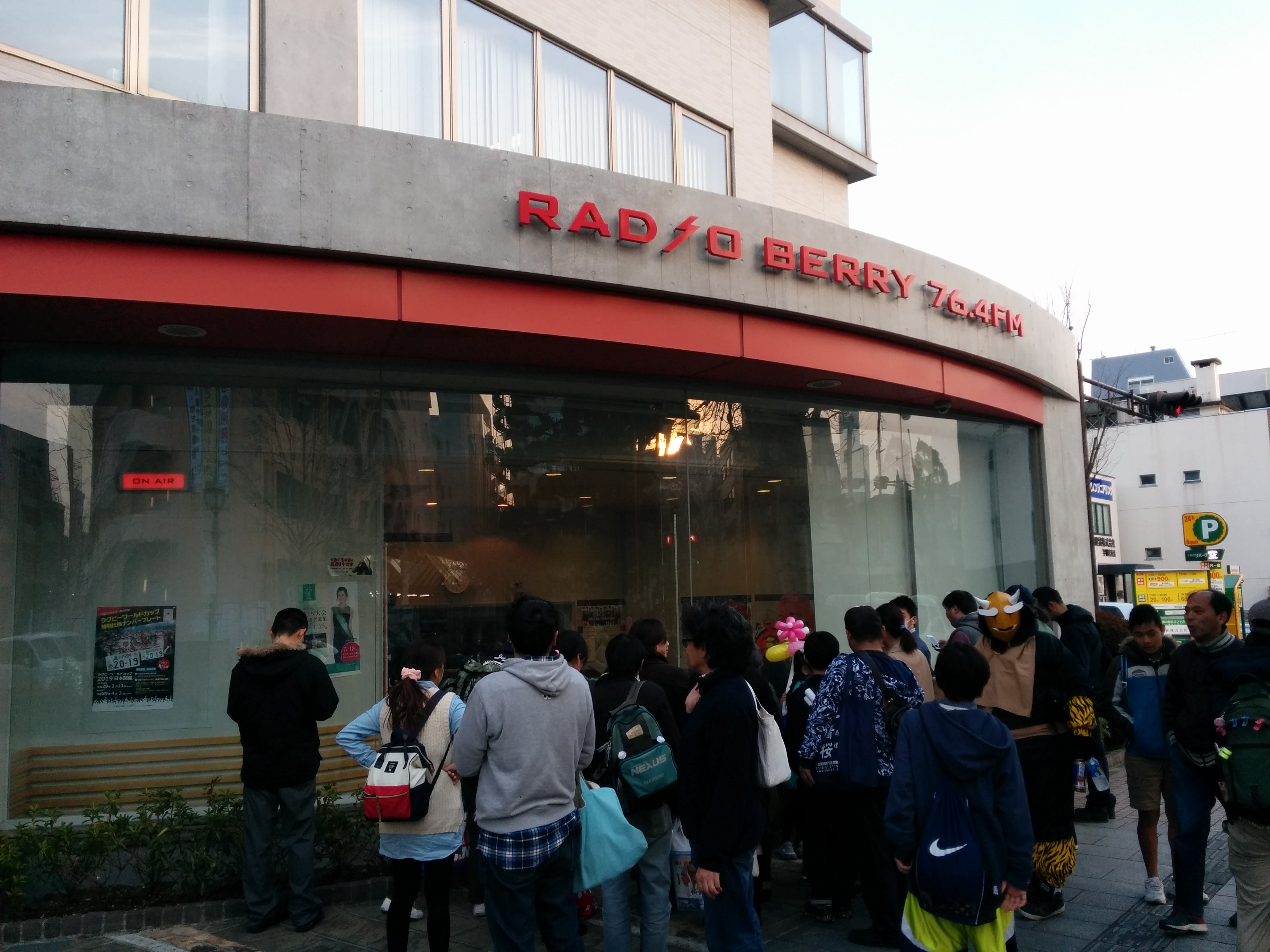
エフエム栃木本社　B-HILLS（2017年3月）
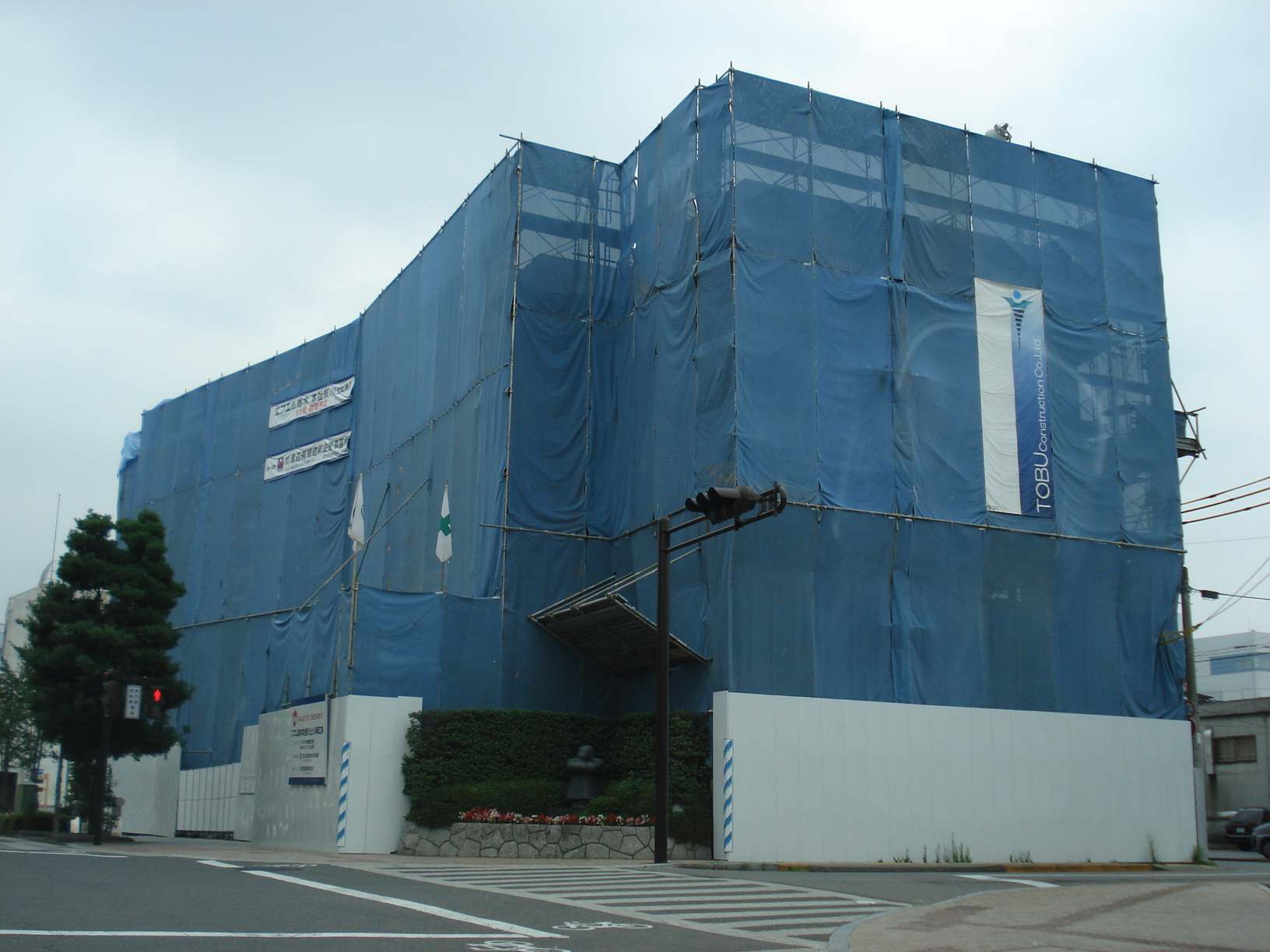
エフエム栃木本社（2007年7月）

### その他
2005年12月より、自社制作の一部番組で静止画によるスタジオライブカメラの配信（15秒毎に更新）が始まった。PC・携帯電話ともホームページより見ることができる。2007年11月の局舎移転後も、自社制作番組での静止画によるスタジオライブカメラ配信は続けられている。

### 旧本社・演奏所の概要

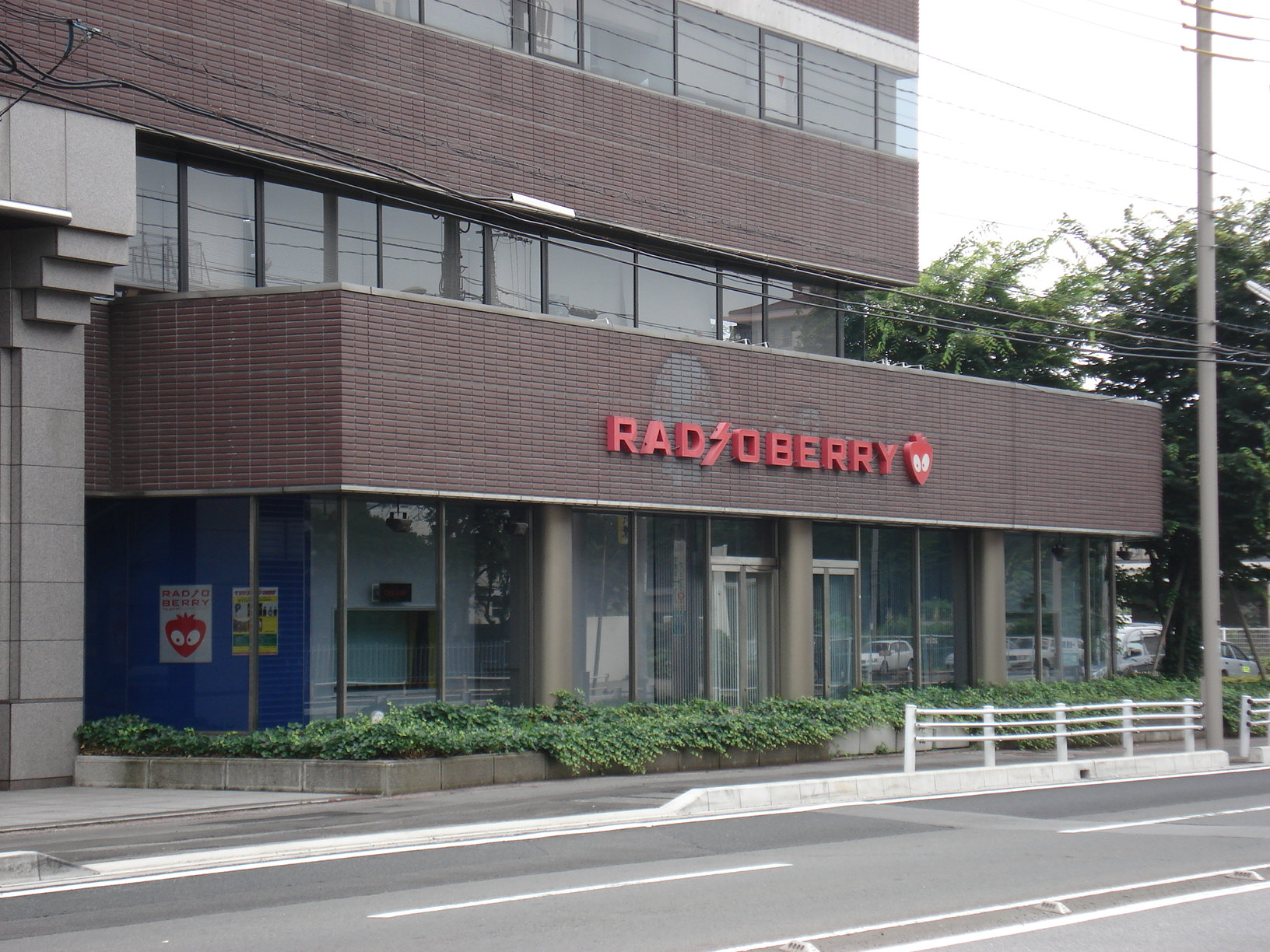
一条の旧社屋外観。円形の窪みは旧ロゴを剥がした跡。

1994年4月の開局時より2007年11月まで使用されていた旧本社・演奏所（局舎）は、東武宇都宮線から見える宇都宮市一条三丁目のあいおいニッセイ同和損保宇都宮ビル（開局時の名称は大東京火災宇都宮ビル）の1階と2階を使用していた。その内1階にある本社スタジオは、ガラス張りになっており、東京街道側からブース内部を見ることができた。またブース周辺に聞こえるようスピーカーにより放送を流していた（深夜は休止）。また同ビルのエントランスを入ると放送が聞こえるようになっている。スタジオ（ブース）数は2。

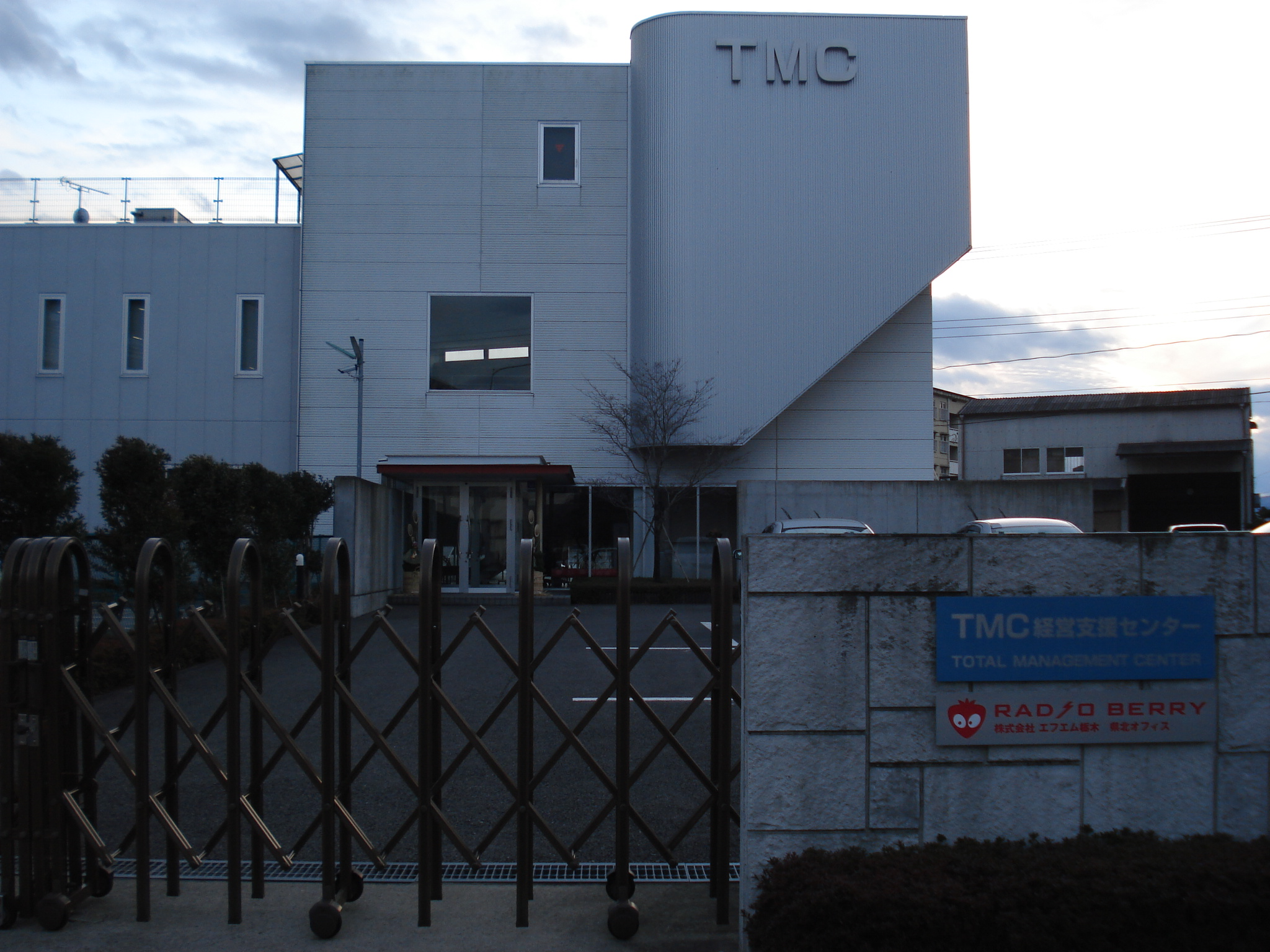
県北オフィス（那須塩原市）

## 資本構成
企業・団体は当時の名称。出典：

### 2016年3月31日
| 資本金 | 発行済株式総数 | 株主数 |
| ------ | -------------- | ------ |
| 8億円  | 16,000株       | 75     |

| 株主           | 株式数  | 比率  |
| -------------- | ------- | ----- |
| 下野新聞社     | 1,280株 | 8.00% |
| 読売新聞社     | 0,900株 | 5.62% |
| 栃木県         | 0,800株 | 5.00% |
| 足利銀行       | 0,750株 | 4.68% |
| 栃木銀行       | 0,750株 | 4.68% |
| とちぎテレビ   | 0,640株 | 4.00% |
| カンセキ       | 0,544株 | 3.40% |
| 藤井産業       | 0,500株 | 3.12% |
| 中日新聞社     | 0,480株 | 3.00% |
| 朝日新聞社     | 0,480株 | 3.00% |
| 日本経済新聞社 | 0,480株 | 3.00% |
| 滝沢ハム       | 0,480株 | 3.00% |

## 沿革
- 1990年（平成2年）9月 栃木県に周波数76.4MHzの割当て。
- 1993年（平成5年）
  - 4月1日 株式会社エフエム栃木創立。
  - 11月 愛称を“RADIO BERRY”に決定。
- 1994年（平成6年）
  - 3月24日　サービス放送開始。
  - 4月1日 開局・本放送開始（全国で44番目の民放FM局）。
- 1995年（平成7年）4月1日 文字多重放送（見えるラジオ）開始。コールサインはJOSV-FCM。
- 1999年（平成11年）9月 ラジオCM『栃木県自動車整備振興会/企業PR・ターザンロープ』（20秒）で1999年日本民間放送連盟賞CM部門ラジオCM第1種（20秒以内）優秀賞を受賞する。（同賞では初の受賞）
- 2007年（平成19年）
  - 11月9日 旧社屋から最後の生放送[15]。
  - 11月12日 社屋移転、中央一丁目の新社屋スタジオより放送開始[15]。
- 2008年（平成20年）
  - 3月17日 放送開始（午前4時）から午後1時27分の約9時間半、トラブルのため足利中継局（78.3MHz）の放送が中断する事故が発生。
  - 4月1日 那須塩原市大原間西（JR那須塩原駅前）に県北オフィス開設。
  - 10月1日 緊急地震速報の放送運用開始。
- 2011年（平成23年）4月12日 radikoの試験放送を開始。対象は栃木県内のみ。
- 2014年（平成26年）
  - 3月31日 FM文字多重放送廃止。
  - 4月1日 開局20周年を迎える。キャッチコピーは「ハタッチ!」
- 2020年（令和2年）
  - 9月17日 『RBZfriday』が2020年日本民間放送連盟賞ラジオ生ワイド部門優秀賞を受賞する。（同部門では初の受賞）[16]
- 2021年（令和3年）
  - 9月16日　ラジオCM『栃木県 栃木県魅力発信CM/「告白」篇』（20秒）で2021年日本民間放送連盟賞CM部門ラジオCM第1種（20秒）優秀賞、『公共キャンペーン・スポット RADIO BERRY 無事故無違反チャレンジ「ライト点灯 16時から」篇（40秒）で同賞CM部門ラジオCM第2種（21秒以上）優秀賞をそれぞれ受賞する。
- 2022年（令和4年）
  - 9月15日　ラジオCM『三和住宅　企業CM/天才への道しるべ』（20秒）で2022年日本民間放送連盟賞CM部門ラジオCM第1種（20秒）優秀賞を受賞する。
- 2023年（令和5年）
  - 9月21日　ラジオCM『三和住宅　企業CM/居留守』（20秒）で2023年日本民間放送連盟賞CM部門ラジオCM第1種（20秒）最優秀賞を受賞する。（初の最優秀賞受賞）
- 2024年（令和6年）
  - 4月1日 開局30周年。それを記念して、同年6月1日に『エフエム栃木開局30周年記念誌』（エフエム栃木開局30周年記念誌編集委員会 企画・編集、84ページ）が発行された。

## 主な番組

### 現在放送中の自社制作番組
- 詳しくは、タイムテーブル も参照。

| 平日    | 平日                                             | 平日               | 平日     | 平日     | 平日                                                          | 平日 | 週末 | 週末                                   | 週末          | 週末     | 週末     | 週末                                                            | 週末 |
| 曜日    | タイトル番組                                     | 時間帯             | 放送種類 | 放送種類 | DJ・パーソナリティ担当                                        | 備考 （★ は「RADIO BERRY NEWS」/ ☆ は「WHATHER」及び「TRAFFIC」も放送内に含む） |      |                                        |               |          |          |                                                                 | |
| 曜日    | タイトル番組                                     | 時間帯             | 放送種類 | 放送種類 | DJ・パーソナリティ担当                                        | 備考 （★ は「RADIO BERRY NEWS」/ ☆ は「WHATHER」及び「TRAFFIC」も放送内に含む） | 曜日 | タイトル番組                           | 時間帯        | 放送種類 | 放送種類 | DJ・パーソナリティ担当                                          | 備考 （★ は「RADIO BERRY NEWS」/ ☆ は「WHATHER」及び「TRAFFIC」も放送内に含む）                                                                              |
| 曜日    | タイトル番組                                     | 時間帯             | 放送種類 | 放送種類 | DJ・パーソナリティ担当                                        | 備考 （★ は「RADIO BERRY NEWS」/ ☆ は「WHATHER」及び「TRAFFIC」も放送内に含む） | 曜日 | タイトル番組                           | 時間帯        | 生放送   | 収録     | DJ・パーソナリティ担当                                          | 備考 （★ は「RADIO BERRY NEWS」/ ☆ は「WHATHER」及び「TRAFFIC」も放送内に含む）                                                                              |
| 曜日    | タイトル番組                                     | 時間帯             | 生放送   | 収録     | DJ・パーソナリティ担当                                        | 備考 （★ は「RADIO BERRY NEWS」/ ☆ は「WHATHER」及び「TRAFFIC」も放送内に含む） | 曜日 | タイトル番組                           | 時間帯        | 生放送   | 収録     | DJ・パーソナリティ担当                                          | 備考 （★ は「RADIO BERRY NEWS」/ ☆ は「WHATHER」及び「TRAFFIC」も放送内に含む）                                                                              |
| ------- | ------------------------------------------------ | ------------------ | -------- | -------- | ------------------------------------------------------------- | --- | ---- | -------------------------------------- | ------------- | -------- | -------- | --------------------------------------------------------------- | --- |
| 月 - 木 | Morning Sugar                                    | 7:30 - 9:00        | ●        |          | 月 - 木 - 佐藤望                                              | 8:10 - 8:20の間は、TOKYO FM制作の「ONE MORNING」の「NEW TREND ONE」が放送されている。 | 土   | MOTOR FREAK                            | 8:00 - 8:20   |          | ●        | - 鹿島田千帆（DJ）                                              | 「オートバックス」提供 |
| 月 - 木 | B・E・A・T                                       | 16:00 - 18:55      | ●        |          | 月曜 - ベリーズ 火曜 - 岡田眞善 水曜 - 山口あや 木曜 - 永井塁 | 17:42 - 17:53には、「SUZUKI No.1 Factory」（※JFN系全国ネット）を放送。 以前（2022年4月 - 2023年3月・火曜：17:10 - 17:19）までは、矢板市の魅力や情報を発信する「矢板時間」が放送されていた。 ★ 17:56 - 17:57 / ☆ 17:58 - 18:00                    | 土   | 音楽のミナテラスとちぎ                 | 8:25 - 8:55   |          | ●        | - 新井啓泰 - 須賀由美子                                         | 「オートバックス」提供 |
| 月      | 歌う海賊団ッ!船長のこそだてハッピー♡パイレーツ!  | 11:30 - 12:00      |          | ●        | - キャプテン☆うっちゃる（DJ）                                 | | 土   | TOCHIGI TOYOTA Weekend Free Style      | 11:00 - 11:55 |          | ●        | - 佐藤望（DJ）                                                  | 「栃木トヨタ自動車」提供 |
| 月      | せきぐちゆきの苺通り十文字                       | 20:30 - 20:55      | ●        |          | - せきぐちゆき（DJ・メインパーソナリティ）                    | | 日   | ベリークラシック・コズミックジャーニー | 8:00 - 8:30   |          | ●        | - 鹿島田千帆（パーソナリティ）                                  | |
| 月      | RADIO MUSEUM～聴く、名画                         | 20:55 - 21:00      |          | ●        | - 浜崎美保（パーソナリティ）                                  | | 日   | MAIチャリ!                             | 9:30 - 9:55   |          | ●        | - 棚橋麻衣（パーソナリティ）                                    | |
| 火      | ホンダテクノフォートPresents TF-Voice            | 11:30 - 12:00      |          | ●        | - 佐藤ともみ                                                  | | 日   | Get's Hawaiian                         | 18:30 - 18:55 |          | ●        | - ププ湯沢（DJ） - スパむすび樋口（パーソナリティ）             | |
| 火      | 浜崎貴司 ナニオキテンノ!?                        | 20:30 - 21:00      |          | ●        | - 浜崎貴司（DJ・メインパーソナリティ）                        | | 日   | ギュウゾウと一色萌の雷ヘッドライナー   | 24:30 - 25:00 |          | ●        | - ギュウゾウ（電撃ネットワーク）（DJ） - 一色萌（XOXO EXTREME） | 2017年4月6日 - 2018年4月26日は「ギュウゾウと里咲りさのアイドル☆パンチ!」 2018年5月3日 - 2023年6月25日は「ギュウゾウとPinokkoの雷ヘッドライナー」として放送。 |
| 水      | 栃木放射線Presents教えてドクター!                | 11:30 - 11:40      |          | ●        | - 鹿島田千帆（パーソナリティ）                                | |      |                                        |               |          |          |                                                                 | |
| 木      | とちぎ 住まいる スマイル                         | 11:30 - 11:50      |          | ●        | - オッキー池田 - 海老沼康秀                                   | |      |                                        |               |          |          |                                                                 | |
| 木      | 菜ノ葉。のオト                                   | 木曜 20:00 - 20:15 |          | ●        | - サヤカ（DJ）                                                | 2023年4月より開始。 |      |                                        |               |          |          |                                                                 | |
| 木      | polly越雲龍馬の14HOUSE                           | 20:15 - 20:30      |          | ●        | - 越雲龍馬（パーソナリティ）                                  | |      |                                        |               |          |          |                                                                 | |
| 木      | 上鈴木兄弟の「たのしいことばかりありますように」 | 20:30 - 21:00      |          | ●        | - 上鈴木兄弟（DJ・メインパーソナリティ）                      | 2022年10月より開始。 同年9月29日迄は、AuDee自主制作「IT'S MUSIC」（20:55 - 21:00）が放送されていた。 |      |                                        |               |          |          |                                                                 | |
| 木      | チャップアップ presents ナベのくせに             | 21:00 - 21:30      |          | ●        | - 渡邉裕規（メインパーソナリティ）                            | 自身がスポンサーを務めてる育毛剤「チャップ・アップ」全面協力によるもの。 放送開始当初 - 2023年12月までの番組名は『ナベのくせに』となっていた。                                                                                                   |      |                                        |               |          |          |                                                                 | |
| 木      | 齋藤里菜のトワイライトショー                     | 21:30 - 21:45      |          | ●        | - 齋藤里菜（メインパーソナリティ）                            | 2023年7月より開始。 同年6月まではJFNC局制作『Salvage Music』が放送されていた。 |      |                                        |               |          |          |                                                                 | |
| 木      | 秋山黄色のROOM311                                | 21:45 - 21:55      |          | ●        | - 秋山黄色（DJ・メインパーソナリティ）                        | |      |                                        |               |          |          |                                                                 | |
| 金      | Flying Friday                                    | 7:30 - 10:49       | ●        |          | - 渡辺裕介（メインパーソナリティ） - 吉澤美菜                 | 以前は、7:30 - 10:54で放送していた。現在は、1部（7:30 - 10:00） と 2部（10:00 - 10:49） の編成で行なっている。 『B-SIDE WAVE』同様に8:10 - 8:20の間は、TOKYO FM制作の「ONE MORNING」金曜日限定「復興支援PROGRAM Hand in Hand」が放送されている。 |      |                                        |               |          |          |                                                                 | |
| 金      | 宇都宮プライド「愉快なラジオ」                   | 12:00 - 12:49      | ●        |          | - 和気朋子 - 山本亜里紗                                       | |      |                                        |               |          |          |                                                                 | |
| 金      | 昭和歌謡メモリー 〜always favorite songs〜       | 13:30 - 14:00      |          | ●        | - 佐藤健一                                                    | 2014年3月迄は、13:30 - 14:55に放送されていた。 |      |                                        |               |          |          |                                                                 | |
| 金      | U字工事のSORRY SORRY                             | 15:00 - 18:25      | ●        |          | - 井出文恵（DJ） - U字工事（メインパーソナリティ）            | 平日月曜 - 木曜まで行われてる「B・E・A・T」内で放送の「SUZUKI No.1 Factory」は休止となる。 |      |                                        |               |          |          |                                                                 | |
| 金      | ゆいがーるのちむちゅらさ                         | 19:00 - 19:30      |          | ●        | メンバー - SHOKO - MIZUNO - AYANE - COCONA                    | 2022年6月までは、高橋優による冠ラジオ番組「高橋優のリアラジ」（※JFN系地域ネット）を放送していた。 |      |                                        |               |          |          |                                                                 | |
| 金      | かわちゃんねる                                   | 19:30 - 20:00      |          | ●        | - 川音希（パーソナリティ）                                    | |      |                                        |               |          |          |                                                                 | |
| 金      | アニメの実                                       | 20:00 - 20:30      |          | ●        | - 森戸美唯（パーソナリティ）                                  | |      |                                        |               |          |          |                                                                 | |
| 金      | 古澤剛の音楽的な放浪記                           | 21:00 - 21:30      |          | ●        | - 古澤剛（DJ・パーソナリティ）                                | |      |                                        |               |          |          |                                                                 | |
| 金      | slipstream                                       | 21:30 ～ 21:55     |          | ●        |                                                               | 北関東（群馬・栃木・茨城）地方エリア限定のみでの放送。 |      |                                        |               |          |          |                                                                 | |

### 生活情報

#### RADIOBERRY News
- 全国及び栃木県内のニュースを伝える。最後に提供元クレジットが入る。
- JFN NEWSは冒頭に「時刻は〇時〇〇分になりました。RADIOBERRY Newsをお伝えします。」と佐藤の録音タイトルアナウンスが入る。
- 2009年4月より自社制作のニュースが削減（平日 11:55、14:47、18:53の枠を廃止）するとともにJFN NEWSにもBGMが流れるようになった。
- 2009年3月までは、土曜・日曜も深夜早朝を除き待機アナウンサーにより生放送で自社制作のローカルニュースを放送していたが同年4月より全てJFN NEWSをネットするようになった。

| 時間帯 | 月曜 - 木曜 | 金曜    | 土曜    | 日曜    |
| ------ | ----------- | ------- | ------- | ------- |
| 7時台  | 7:40        | 7:40    |         |         |
| 8時台  | 8:46        | 8:46    | ● 8:55  | ● 8:55  |
| 9時台  |             |         |         |         |
| 10時台 |             |         |         |         |
| 11時台 | ● 11:55     | ● 11:55 |         |         |
| 12時台 | 12:55       | 12:55   | ● 12:55 | ● 12:55 |
| 13時台 |             |         |         |         |
| 14時台 |             |         |         |         |
| 15時台 | ● 15:55     | ● 15:55 |         |         |
| 16時台 |             |         | ● 16:55 | ● 16:55 |
| 17時台 | 17:53       | 17:53   |         |         |
| 18時台 |             |         | ● 18:55 | ● 18:55 |
| 19時台 | ● 19:55     |         |         |         |
| 20時台 |             |         | ● 20:55 | ● 20:55 |
| 21時台 | ● 21:55     | ● 21:55 | ● 21:55 | ● 21:55 |
| 22時台 |             |         | ● 22:55 | ● 22:55 |

#### RADIOBERRY Weather
- 栃木県及び近県（茨城県、群馬県南部、東京地方）の天気予報を伝える。
  - 主に栃木県南部・北部の天気、予想気温（宇都宮、大田原）、気象に関する注意報・警報が伝えられる。

| 時間帯 | 月曜 - 木曜 | 金曜  | 土曜  | 日曜  |
| ------ | ----------- | ----- | ----- | ----- |
| 7時台  | 7:51        | 7:51  |       |       |
| 8時台  | 8:00        | 8:00  |       |       |
| 8時台  | 8:30        | 8:33  |       |       |
| 9時台  |             |       | 9:55  | 9:55  |
| 10時台 |             |       | 10:55 | 10:55 |
| 11時台 |             |       | 11:55 | 11:55 |
| 12時台 | 12:57       | 12:57 |       |       |
| 13時台 |             |       |       |       |
| 14時台 |             | 14:20 | 14:55 | 14:55 |
| 14時台 | 14:52       |       |       |       |
| 15時台 | 15:57       | 15:57 | 15:55 | 15:55 |
| 16時台 | 16:55       | 16:21 |       |       |
| 16時台 | 16:55       | 16:57 |       |       |
| 17時台 | 17:57       | 17:24 | 17:55 | 17:55 |
| 17時台 | 17:57       | 17:57 | 17:55 | 17:55 |

#### RADIOBERRY Traffic
- 栃木県内及び茨城県西部の一般道路及び関東地方、東北地方南部の高速道路の情報が伝えられる。
  - 高速道路は東北自動車道、北関東自動車道、日光宇都宮道路及び東京外環自動車道、常磐自動車道、磐越自動車道の情報を主に伝えている。
  - 一般道路は栃木県内のほか、茨城県西部（特に古河市、筑西市、桜川市、笠間市の国道4号や国道50号、国道354号）も伝えられる。
- 朝の情報番組（Bloomin'（月曜 - 木曜）、Flying Friday（金曜））内では、道路に加え県内のJR・東武各線の運行情報も伝えられる。
- 2024年からはATISの情報を元にパーソナリティーが原稿が読むようになった。

| 時間帯 | 月曜 - 木曜 | 金曜  | 土曜  | 日曜  |
| ------ | ----------- | ----- | ----- | ----- |
| 7時台  | 7:35        | 7:35  |       |       |
| 7時台  | 7:53        |       |       |       |
| 8時台  | 8:20        | 8:20  |       |       |
| 9時台  | 9:24        | 9:24  |       |       |
| 9時台  | 9:57        |       |       |       |
| 10時台 |             |       | 10:57 | 10:57 |
| 11時台 |             |       | 11:57 | 11:57 |
| 12時台 |             |       |       |       |
| 13時台 |             |       |       |       |
| 14時台 |             |       | 14:57 | 14:57 |
| 15時台 |             |       | 15:57 | 15:57 |
| 16時台 | 16:57       | 16:55 |       |       |
| 17時台 | 17:24       | 17:26 | 17:57 | 17:57 |
| 17時台 | 17:55       |       | 17:57 | 17:57 |
| 18時台 | 18:15       | 18:15 |       |       |

#### RADIOBERRY ゲレンデインフォメーション
- 冬季のみ放送される。栃木県及び近県（主に福島県）のゲレンデ情報が放送される。

### 放送されないTOKYO FMの全国ネット番組
- ONE MORNING内8時台コーナー
  - SUZUKI TODAY'S KEY NUMBER（月 - 金 8:00 - 8:09）
  - ルートインホテルズ 今日のスポーツ（月 - 金 8:09 - 8:10）

※ この枠は開局当初よりローカルとなっている（特別編成を除く）。
このような編成はFM GUNMA、レディオキューブFM三重でも行われており、この両局は「NEW TREND ONE」（月 - 金 8:10 - 8:20）も非ネットである。

### 終了した番組
| 曜日          | タイトル番組                                                         | 時間           | 期間                         | 放送種類 | 放送種類 | 備考 |        |        |        |
| 曜日          | タイトル番組                                                         | 時間           | 期間                         | 生放送   | 収録     | 備考 |        |        |        |
| 1998年        | 1998年                                                               | 1998年         | 1998年                       | 1998年   | 1998年   | 1998年 | 1998年 | 1998年 | 1998年 |
| ------------- | -------------------------------------------------------------------- | -------------- | ---------------------------- | -------- | -------- | --- | ------ | ------ | ------ |
| 金            | festa mode不思議パラダイス/風になる瞬間                              | 19:00 - 19:55  | 1995年4月 - 1998年3月        | ●        |          | |        |        |        |
| 水            | F-kiss chase my dream!                                               | 20:30 - 20:55  | 開始日不明 - 1998年6月       | ●        |          | |        |        |        |
| 土            | am/pm Big Up                                                         | 11:00 - 11:55  | 開始日不明 - 1998年9月       | ●        |          | |        |        |        |
| 金            | Mobile Catch!                                                        | 20:00 - 20:55  | 開始日不明 - 1998年12月      |          | ●        | |        |        |        |
| 1999年        |                                                                      |                |                              |          |          | |        |        |        |
| 金            | 佐伯進のインディー50                                                 | 21:00 - 21:50  | 開始日不明 - 1999年3月       |          | ●        | |        |        |        |
| 土            | 栃木トヨタ MIDNIGHT SALOON                                           | 24:00 - 24:55  | 開始日不明 - 1999年3月       |          | ●        | |        |        |        |
| 土            | SOUND CRUISING                                                       | 12:35 - 12:55  | 開始日不明 - 1999年9月       |          | ●        | |        |        |        |
| 2000年        |                                                                      |                |                              |          |          | |        |        |        |
| 土            | RADIO BERRY WEEKEND REQUEST                                          | 18:00 - 21:00  | 1994年4月2日 - 2000年9月30日 | ●        |          | 初代DJ：栗原治久、鹿島田千帆（鹿島田は初期のみ） 2代目DJ：アリtoキリギリス 3代目DJ：アウトブレイク 4代目DJ：アクシャン                                              |        |        |        |
| 2001年        |                                                                      |                |                              |          |          | |        |        |        |
| 金            | 平家みちよ Sound Planet                                              | 19:00 - 19:55  | 1998年4月 - 2002年9月        | ●        |          | |        |        |        |
| 2002年        |                                                                      |                |                              |          |          | |        |        |        |
| 土            | 風のシンフォニー                                                     | 8:00 - 8:55    | 開始日不明 - 2002年6月       |          | ●        | |        |        |        |
| 2003年        |                                                                      |                |                              |          |          | |        |        |        |
| 月 - 金       | RADIO BERRY BRIGHT MORNING                                           | 7:30 - 10:00   | 開始日不明 - 2003年3月       | ●        |          | 開局時からの自社制作朝ワイド |        |        |        |
| 月 - 金       | RADIO BERRY MUSIC TRANSFER                                           | 17:00 - 18:55  | 開始日不明 - 2003年3月       | ●        |          | 開局時からの自社制作朝ワイド |        |        |        |
| 2004年        |                                                                      |                |                              |          |          | |        |        |        |
| 金            | 来音王国（ライオンキングダム）                                       | 19:00 - 19:55  | 開始日不明 - 2004年3月       | ●        |          | |        |        |        |
| 木            | サトーカメラプレゼンツ Teens Revolution                              | 21:00 - 21:30  | 時期不明                     |          | ●        | |        |        |        |
| 土            | good FELLOWS                                                         | 18:00 - 18:55  | 時期不明                     |          | ●        | |        |        |        |
| 金            | AFTERNOON DELIGHT                                                    | 13:00 - 15:50  | 開始日不明 - 2004年3月       | ●        |          | |        |        |        |
| 2006年        |                                                                      |                |                              |          |          | |        |        |        |
| 金            | B-Cafe                                                               | 13:00 - 15:50  | 開始日不明 - 2006年3月       | ●        |          | |        |        |        |
| 土            | ROCK JEAN                                                            | 18:30 - 18:52  | 開始日不明 - 2006年9月       |          | ●        | |        |        |        |
| 木            | Bon Couple                                                           | 20:00 - 20:30  | 開始日不明 - 2006年10月      |          | ●        | |        |        |        |
| 金            | BERRY-BOP HIGHSCHOOL                                                 | 20:00 - 21:55  | 2006年4月 - 11月             | ●        |          | |        |        |        |
| 2007年        |                                                                      |                |                              |          |          | |        |        |        |
| 木            | SIRIUSの烈・元気!                                                    | 20:00 - 20:30  | 開始日不明 - 2007年1月       |          | ●        | |        |        |        |
| 日            | MIDNIGHT OASIS                                                       | 26:00 - 28:00  | 開始日不明 - 2007年1月       |          | ●        | |        |        |        |
| 金            | au presents EZ RADIO SHOW                                            | 19:00 - 19:55  | 2004年4月2日 - 2007年3月30日 |          | ●        | |        |        |        |
| 土            | 劇団新鮮グミpresents 猿の秘密基地                                    | 23:55 - 24:00  | 開始日不明 - 2007年9月       |          | ●        | |        |        |        |
| 2008年        |                                                                      |                |                              |          |          | |        |        |        |
| 日            | サン・エボ                                                           | 22:00 - 22:55  | 2006年4月2日 - 2008年3月30日 |          | ●        | |        |        |        |
| 2009年        |                                                                      |                |                              |          |          | |        |        |        |
| 不明          | bpm                                                                  | 不明           | 2006年4月1日 - 2009年3月31日 | ●        |          | |        |        |        |
| 不明          | SatomiNの生中もういっぱい!                                           | 不明           | 開始日不明 - 2009年3月       | ●        |          | |        |        |        |
| 2010年        |                                                                      |                |                              |          |          | |        |        |        |
| 水            | September Rie と ジルデコ chihiRo の いつだってハーモニー♪           | 20:30 - 20:55  | 開始日不明 - 2010年          | ●        |          | |        |        |        |
| 2011年        |                                                                      |                |                              |          |          | |        |        |        |
| 火            | SC_FM『ヨネラジ』                                                    | 20:55 - 20:58  | 開始日不明 - 2011年1月       |          | ●        | |        |        |        |
| 木            | Dr.まるの未来科学研究所                                              | 20:00 - 20:30  | 開始日不明 - 2011年1月       |          | ●        | |        |        |        |
| 木            | 週刊Naniこれクション!                                                | 20:30 - 20:53  | 開始日不明 - 2011年2月       |          | ●        | |        |        |        |
| 土            | ツインリンクもてぎFUN TIME                                           | 9:00 - 9:20    | 開始日不明 - 2011年2月       |          | ●        | |        |        |        |
| 日            | akubi Living                                                         | 24:30 - 25:00  | 開始日不明 - 2011年3月       |          | ●        | |        |        |        |
| 金            | 葵キペディア                                                         | 21:30 - 21:55  | 開始日不明 - 2011年9月       |          | ●        | |        |        |        |
| 2014年        |                                                                      |                |                              |          |          | |        |        |        |
| 月 - 火       | 大栃木人                                                             | 10:55 - 11:00  | 開始日不明 - 2014年3月       |          | ●        | |        |        |        |
| 月            | MY CITY とちぎFM                                                     | 15:00 - 15:55  | 開始日不明 - 2014年3月       | ●        |          | |        |        |        |
| 火            | 益子style                                                            | 12:00 - 12:49  | 開始日不明 - 2014年3月       | ●        |          | |        |        |        |
| 火            | “ほっと”HOTもおか                                                    | 15:00 - 15:55  | 開始日不明 - 2014年3月       | ●        |          | |        |        |        |
| 水            | 高根沢たんたんFM                                                     | 12:00 - 12:49  | 開始日不明 - 2014年3月       | ●        |          | |        |        |        |
| 木            | 那珂良しラジオ                                                       | 12:00 - 12:49  | 開始日不明 - 2014年3月       | ●        |          | |        |        |        |
| 木            | Nikko Wave                                                           | 15:00 - 15:55  | 開始日不明 - 2014年3月       | ●        |          | |        |        |        |
| 月 - 木       | B-BOX                                                                | 16:00 - 18:53  | 2006年4月1日 - 2014年3月31日 | ●        |          | |        |        |        |
| 金            | B-BOX FRIDAY HYPER!                                                  | 13:00 - 18:55  | 2006年4月1日 - 2014年3月31日 | ●        |          | 月曜 - 木曜番組『B-BOX』の派生版。 |        |        |        |
| 2015年        |                                                                      |                |                              |          |          | |        |        |        |
| 月 - 木       | High-5                                                               | 17:00 - 18:55  | 開始日不明 - 2015年3月       | ●        |          | |        |        |        |
| 土            | BERRY+                                                               | 12:00 - 12:30  | 開始日不明 - 2015年3月       | ●        |          | |        |        |        |
| 日            | 柴草玲のイヌラジ                                                     | 22:00 - 22:55  | 2002年4月 - 2015年3月29日    | ●        |          | |        |        |        |
| 土            | もてぎモーニングカフェ                                               | 8:25 - 8:55    | 開始日不明 - 2015年3月       |          | ●        | |        |        |        |
| 日            | とちぎのいいものがたり                                               | 9:00 - 9:29    | 開始日不明 - 2015年3月       |          | ●        | |        |        |        |
| 2016年        |                                                                      |                |                              |          |          | |        |        |        |
| 日            | アンテナ                                                             | 19:00 - 19:29  | 開始日不明 - 2016年2月       |          | ●        | |        |        |        |
| 月 - 木       | RBZ                                                                  | 15:00 - 17:42  | 2014年4月1日 - 2016年3月31日 | ●        |          | 後続は番組名である「RBZ」の踏襲を残し、金曜のみ『RBZ friday』として放送を行なっている。                                                                             |        |        |        |
| 月 - 木       | join-t                                                               | 18:00 - 18:53  | 開始日不明 - 2016年3月       | ●        |          | |        |        |        |
| 月            | おおたわらハートFMぷらす                                             | 12:00 - 12:49  | 開始日不明 - 2016年3月       | ●        |          | |        |        |        |
| 土            | しもつけサタデーモーニング                                           | 9:30 - 9:54    | 開始日不明 - 2016年3月       |          | ●        | |        |        |        |
| 木            | 那須烏山市 presents 遊＆見～!なすから情報局                          | 15:30 - 15:40  | 開始日不明 - 2016年3月       |          | ●        | |        |        |        |
| 水            | とちおとめ25の可愛いだけの苺じゃない!                                | 20:30 - 20:55  | 2013年11月6日 - 2016年3月    |          | ●        | |        |        |        |
| 2017年        |                                                                      |                |                              |          |          | |        |        |        |
| 木            | ら・ら・なすTime                                                     | 12:00 - 12:49  | 開始日不明 - 2017年3月       | ●        |          | |        |        |        |
| 金            | Merry☆GO☆Lands ミーティングセンター                                  | 21:00 - 21:30  | 2016年7月 - 2017年4月        |          | ●        | |        |        |        |
| 2018年        |                                                                      |                |                              |          |          | |        |        |        |
| 水            | Laughのラフで行こう!                                                 | 20:55 - 21:00  | 開始日不明 - 2018年3月       |          | ●        | |        |        |        |
| 木            | ギュウゾウと里咲りさのアイドル☆パンチ!                               | 21:00 - 21:30  | 2017年4月6日 - 2018年4月     |          | ●        | |        |        |        |
| 木            | サトウヒロコの言葉の授業                                             | 21:30 - 21:45  | 2016年11月 - 2018年3月       |          | ●        | |        |        |        |
| 月 - 金       | B-UP!                                                                | 7:30 - 10:49   | 2003年4月1日 - 2018年3月30日 | ●        |          | |        |        |        |
| 2019年        |                                                                      |                |                              |          |          | |        |        |        |
| 金            | BERRY ANISON TIMES!                                                  | 20:30 - 20:54  | 2011年2月3日 - 2019年3月29日 |          | ●        | |        |        |        |
| 2021年        |                                                                      |                |                              |          |          | |        |        |        |
| 月 - 木       | Bloomin'                                                             | 7:30 - 9:00    | 2018年4月2日 - 2021年3月31日 | ●        |          | |        |        |        |
| 月 - 木       | B with you                                                           | 9:00 - 10:54   | 2018年4月2日 - 2021年3月31日 | ●        |          | |        |        |        |
| 2022年        |                                                                      |                |                              |          |          | |        |        |        |
| 金            | LOOP CHILD しばまりの100％つながループ                               | 20:00 - 20:30  | 開始日不明 - 2022年3月       |          | ●        | |        |        |        |
| 土            | Request Program Music share                                          | 8:25 - 8:55    | 開始日不明 - 2022年3月       |          | ●        | |        |        |        |
| 土            | DJ Keiの土曜学校                                                     | 9:00 - 9:40    | 開始日不明 - 2022年3月       |          | ●        | |        |        |        |
| 土            | カンセキPresentsGO!GO!OUTDOOR Suppotted by WILD-1 ネオサイクルリスタ | 9:40 - 9:55    | 開始日不明 - 2022年3月       |          | ●        | |        |        |        |
| 土            | 矢板時間                                                             | 12:00 - 12:15  | 2021年4月 - 2022年3月        |          | ●        | 以前は火曜日 12:00 - 12:49に生放送していた。 その後、平日夕方に生放送の『B・E・A・T』内火17:10 - 15へ移行に伴い、終了した。                                         |        |        |        |
| 土            | とちぎニュービジネス協議会Presents社長のチカラめし!                  | 12:15 - 12:30  | 2016年 - 2022年12月31日      |          | ●        | |        |        |        |
| 2023年        |                                                                      |                |                              |          |          | |        |        |        |
| 木            | ニトリヒロヤス ZERO SPIRIT                                           | 20:00 - 20:15  | 2014年4月 - 2023年3月30日    | ●        |          | |        |        |        |
| 日            | B-City Music                                                         | 7:30 - 7:55    | 開始日不明 - 2023年3月       | ●        |          | |        |        |        |
| 2024年        |                                                                      |                |                              |          |          | |        |        |        |
| 月 - 木       | B-SIDE WAVE                                                          | 7:30 - 10:00   | 2021年4月 - 2024年3月28日    | ●        |          | |        |        |        |
| 金            | RBZ friday                                                           | 20:00 - 20:15  | 2014年4月 - 2024年3月29日    | ●        |          | |        |        |        |
| 土            | Good Life                                                            | 9:40 - 9:55    | 2022年4月 - 2024年3月30日    |          | ●        | |        |        |        |
| 2025年        |                                                                      |                |                              |          |          | |        |        |        |
| 月            | 心の杖                                                               | 20:55 - 21:00  | 2015年4月6日 - 2025年3月31日 |          | ●        | - 高岡哲也（パーソナリティ） - 平林葉子（パーソナリティ、初代） - 田村愛（パーソナリティ、二代目） 益子町に存在する葬儀屋「コスモス小林」全面スポンサーによるもの。 |        |        |        |
| 終了年日 不明 |                                                                      |                |                              |          |          | |        |        |        |
| 月 - 水       | 結婚式レシピ                                                         | 14:47 - 14:55  | 不明                         |          | ●        | |        |        |        |
| 不明          | ROCK JEAN                                                            | 21:30 - 21:55  | 不明                         |          | ●        | |        |        |        |
| 不明          | 水越けいこの思い出JUKE BOX                                           | 8:25 - 8:55    | 不明                         |          | ●        | |        |        |        |
| 不明          | K-ONECT                                                              | 12:30 - 12:55  | 不明                         |          | ●        | |        |        |        |
| 不明          | ソノスジ                                                             | 9:30 - 9:55    | 不明                         |          | ●        | |        |        |        |
| 月            | EXEb                                                                 | 20:00 - 20:30  | 不明                         | ●        |          | |        |        |        |
| 水            | 大島 崚のホームルームに集合!                                         | 20:55 - 21:00  | 不明                         |          | ●        | |        |        |        |
| 不明          | アーティスト・プロデュース・スーパー・エディション                   | 21:00 - 21:55  | 不明                         |          | ●        | |        |        |        |
| 木            | T-BERRYラボ                                                          | 21:00 - 21:30  | 不明                         |          | ●        | |        |        |        |
| 土            | 烏山城カントリークラブ presents ゴルフiko!                           | 12:30 - 12:54  | 不明                         |          | ●        | |        |        |        |
| 木            | 幕壱 presents ナベのフタ                                             | 20:00 - 20:30  | 不明                         |          | ●        | |        |        |        |
| 火            | SC FM                                                                | 20:00 - 20:29  | 不明                         |          | ●        | |        |        |        |
| 火            | 萩野公介JUST DO IT!                                                  | 20:55 - 21:00  | 不明                         |          | ●        | |        |        |        |
| 水            | ラブ・サイクリスタ                                                   | 20:00 ～ 20:30 | 不明                         |          | ●        | |        |        |        |
| 水            | サトウヒロコの即興ソングブック                                       | 20:55 - 21:00  | 2018年4月 - 不明             |          | ●        | |        |        |        |
| 木            | 本田仁美 ひぃといずおん                                              | 21:30 - 21:45  | 2018年4月 - 不明             |          | ●        | |        |        |        |
| 木            | WHITE ROOM Radio                                                     | 21:45 - 21:55  | 2018年1月 - 不明             |          | ●        | |        |        |        |
| 金            | たいらや presentsエコラジ                                            | 10:14 - 不明   | 不明                         |          | ●        | 「B-UP!」内包 |        |        |        |
| 金            | NEXTAGE presents Driving Car Radio                                   | 11:30 - 11:50  | 不明                         |          | ●        | |        |        |        |
| 金            | Satocame GT!!                                                        | 19:00 - 19:54  | 2007年4月6日 - 時期不明      |          | ●        | 2012年7月までは、同社スタジオの「B-HILLS」より生放送で行っていたが、 同年8月分よりリニューアルに伴い、都内スタジオでの収録へ変更となった。                          |        |        |        |
| 金            | TIME GOES BY ～POPS FOREVER～                                        | 20:00 - 20:29  | 不明                         | ●        |          | |        |        |        |
| 金            | 益子昌一的映画の時間                                                 | 20:55 - 21:00  | 不明                         |          | ●        | |        |        |        |
| 金            | Dualサプリ                                                           | 21:00 - 21:30  | 不明                         |          | ●        | |        |        |        |
| 金            | とちおとめ25のFM!                                                    | 23:55 - 23:59  | 2016年4月1日 - 不明          |          | ●        | |        |        |        |
| 土            | チャレンジing 那須塩原                                               | 8:25 - 8:55    | 不明                         |          | ●        | |        |        |        |
| 土            | BASQ FM                                                              | 18:00 - 18:54  | 不明                         |          | ●        | |        |        |        |
| 土            | BEAT GOES ON                                                         | 25:30 - 25:59  | 不明                         |          | ●        | |        |        |        |
| 土            | BIGDOGSSのBlueCorner                                                 | 26:30 - 26:55  | 2017年4月 - 不明             |          | ●        | |        |        |        |
| 日            | Emiko Bleu Nightly Affairs                                           | 2:00 - 2:29    | 不明                         |          | ●        | |        |        |        |
| 日            | BIGDOGSSのBlueCorner                                                 | 2:30 - 2:59    | 不明                         |          | ●        | |        |        |        |
| 日            | ナチュラリズム                                                       | 8:30 - 8:54    | 不明                         |          | ●        | |        |        |        |
| 日            | BERRY POP CLUB                                                       | 18:00 - 18:29  | 不明                         |          | ●        | |        |        |        |
| 日            | 国際医療大学 presents えりのあ便り                                   | 21:55 - 21:59  | 不明                         |          | ●        | |        |        |        |
| 日            | アゲメン↑↑↑                                                          | 22:30 - 22:54  | 不明                         |          | ●        | |        |        |        |
| 水            | とちぎプラごみゼロナビゲーション                                     | 10:20 - 10:30  | 不明                         |          | ●        | |        |        |        |
| 水            | SA・KU・RA FM                                                        | 11:40 - 11:55  | 不明                         |          | ●        | |        |        |        |
| 金            | Start in life                                                        | 11:30 - 11:55  | 不明                         |          | ●        | |        |        |        |
| 日            | トキメキmorning                                                      | 8:20 - 8:25    | 不明                         |          | ●        | 以前は、9:25 - 9:30に放送していた。 |        |        |        |
| 日            | 介護の魅力発信番組「キラキラ☆KAIGOびと」                             | 18:00 - 18:30  | 不明                         |          | ●        | |        |        |        |
| 日            | BERRYTEN RADIO                                                       | 18:30 - 19:00  | 不明                         |          | ●        | |        |        |        |

その他
90年代末に冬季限定で、「ダウンヒルウェーブ」「Winter Island」などのウィンタースポーツ情報番組を、金曜15時台に放送していた。

## アナウンサー・パーソナリティ

### アナウンサー
開局時の局アナウンサーは、星いつ子、佐藤望、鹿島田千帆、廣田みゆきであった。
| 名前           | 読み仮名          | 主な担当番組 | 備考                                                            |
| -------------- | ----------------- | --- | --------------------------------------------------------------- |
| 佐藤"bigear"望 | さとう のぞむ     | 現在 『Morning Sugar』（月曜～木曜） 『TOCHIGI TOYOTA WEEKEND FREE STYLE』（土曜） 過去 『RBZ friday』（金曜）                 | エフエム岩手より移籍。開局時から活動。2024年3月末まで放送部長。 |
| 渡辺裕介       | わたなべ ゆうすけ | 現在 『Frying Friday』（金曜） 過去 『B・E・A・T』（月曜） 『JA共済 presents BERRYTEN RADIO～音楽で未来への希望をサポート!～』 | エフエム鹿児島より移籍。                                        |
| 高賀茂紗緒里   | たかかも さおり   | 過去 『B・E・A・T』（水曜） |                                                                 |
| 山本亜里沙     | やまもと ありさ   | 現在 『宇都宮プライド「愉快なラジオ」』（金曜）                                                                                | 2023年4月入局                                                   |
| 岩見沙耶加     | いわみ・さやか    | | 2025年4月入局                                                   |

- 以上の専属アナウンサーのほか、栃木放送の関連企業である「栃放エンタープライズ」を介して、同局所属のアナウンサーがニュース番組に派遣されることもある。

### パーソナリティー
- 須賀由美子 - 音楽のミナテラスとちぎ、たいらや presents エコラジ
- 鹿島田千帆 - ベリークラシック・コズミックジャーニー、MOTOR FREAK（土）、教えてドクター
- 宮路秀作 - 宮路秀作のやっぱり地理が好き!
- せんちょー - 歌う海賊団ッ!船長の「月曜日のPirates」
- かしま（あっとせぶんてぃーん） - あっとせぶんてぃーんのUpdate for me!
- せきぐちゆき - せきぐちゆきの苺通り十文字
- 佐藤ともみ - ホンダテクノフォート presents TF-Voice
- 八木志芳 - B with You（水曜・木曜）
- 中野知美 - 石井工務店 presents ようこそマイホームへ
- 岡田眞善 - B・E・A・T（火曜）、エールなすしおばら
- 井出文恵 - U字工事のSORRY SORRY
- 海老沼康秀 - とちぎ 住まいる スマイル
- 永井塁 - B・E・A・T（木曜）
- 渡邉裕規 - チャップアップpresents ナベのくせに
- 秋山黄色 - 秋山黄色のROOM 311
- 佐藤健一（サトケン） - 昭和歌謡メモリー〜always favorite songs〜
- 棚橋麻衣 - MAIチャリ!
- 柴野真理子（LOOP CHILD） - LOOP CHILD しばまりの100%つながるーぷ
- 古澤剛 - 古澤剛の音楽的な放浪記
- 藤岡由起子 - とちぎニュービジネス協議会 presents 「社長のチカラめし!」
- DJ Gun - ～DJ Gun presents～ Music Shot Gun
- ププ湯沢 - Get's Hawaiian
- スパむすび樋口 - Get's Hawaiian
- 浜崎貴司 - 浜崎貴司 ナニオキテンノ?
- ギュウゾウ（電撃ネットワーク） - ギュウゾウと一色萌の雷ヘッドライナー
- 一色萌 - ギュウゾウと一色萌の雷ヘッドライナー
- 山口あや - B・E・A・T（水曜）
- U字工事 - U字工事のSORRY SORRY
- 川音希 - かわちゃんねる

リポーター
- 水原りか - B with You（月曜）、B・E・A・T（火曜）
- 鈴木涼子 - B・E・A・T（月曜）※リポートは終了
- 染谷菜々 - B with You（火曜）※リポートは終了
- 手塚春輝 - B with You（水曜）※リポートは終了
- 星野聡汰 - B・E・A・T（水曜）※リポートは終了
- 瀬戸山知花 - B with You（木曜）※リポートは終了
- 吉澤美菜 - B・E・A・T（木曜）※リポートは終了
- ベリーズ - RBZ friday

## 過去に在籍していたアナウンサー・パーソナリティ
アナウンサー
| 名前     | 読み仮名        | 主な担当番組 | 備考                                                       |
| -------- | --------------- | --- | ---------------------------------------------------------- |
| 黒後聡佑 | くろご そうすけ | 『B・E・A・T』（火曜） 『宇都宮プライド「愉快なラジオ」』（金曜） 『Request Program Music Share』（土曜） 『カンセキ presents GO! GO! OUTDOOR supported by WILD-1、ネオサイクリスタ』（土曜） | 2024年4月の人事異動でアナウンサー業務から離れた。          |
| 森戸美唯 | もりと みゆ     | 『アニメの実』（金曜） 『Morning Sugar』（2024年8月12日・13日） | 2023年4月入局 2025年3月退局 オフィス気象キャスターへ移籍。 |

- 廣田みゆき（社員）
- 星いつ子（社員）
- 梅原朋子（社員）
- 栗原治久
- 二瓶由美
- 高橋ちえ
- 小森美樹
- DJ K@Z
- Dirty Old Men（現：MAGIC OF LiFE）
- 大和田真史（栃木SC）
- 川村卓也（BREX）
- 長谷部愛
- 水野真菜三
- RUNAびっち（RUNA）
- 委文茉奈美（MAMI）
- 池本洋子
- Rie（September）
- satomin
- chihiRo（JiLL-Decoy association）
- NAiL
- 熊谷光紗（契約社員）
- 松浦千佳（契約社員）
- 岡田亜紀
- 山根大嗣
- 井上マー
- バカボン鬼塚
- 常盤美妃
- 戸室和亮
- 武藏清華
- Laugh
- 柴草玲
- 段文凝
- 若林芽育
- 斉藤美貴
- 吉田茜
- 里咲りさ
- 花崎阿弓
- ニトリヒロヤス
- 萩野公介
- 菅和範
- 大塚訓平
- 本田仁美
- 山川牧
- 水間有紀
- くぼたあやの
- 高岡哲也（慈眼寺住職）
- 平林葉子 - 心の杖

## 愛称“RADIO BERRY”
開局前の1993年5月1日から全国公募し、6月28日の選考委員会にて「RADIO BERRY（レディオ・ベリー）」に決定し、翌日の下野新聞紙上にて公表。応募総数は1,718通であった。
自局放送番組では必ず「RADIO BERRY」と呼ぶが、TOKYO FM・JFN系列番組の場合は「FM栃木」の名称を使用する。

## 主催イベント
- RADIO BERRY ベリテンライブ

2003年に開局10周年記念イベントとして行われたロック・フェスティバルで、以後毎年8月 - 9月に開催されている。平日を含む数日間のライブハウスステージと週末開催の野外ステージで構成されており、ライブハウスステージは主にHEAVEN'S ROCK宇都宮（旧宇都宮VOGUE）、野外ステージは当初の3年間はろまんちっく村（宇都宮市農林公園）で、2006年以降は真岡市の井頭公園としている。

## 関連イベント・施設
※以下のは、過去に開催されたものである。
- INDY CAFE
かつては、2004年からツインリンクもてぎで開催されるインディジャパン300mileに併せて期間限定でオープンしていた。宇都宮市の大通り沿いにある「TEPCO La Fonte」（東京電力栃木支社）の1階イベントスペースにレース開催にあわせてオープンする。栃木を代表するシェフが手がけたパスタ、丼や週替わりのオリジナルスイーツなどを楽しむことができる。インディジャパン300mileの「300」に併せて、コーヒー等のドリンク類は300円で提供されていた。生放送も可能なサテライトスタジオを併設しているのでレギュラーの番組をここから公開生放送という形で放送することがある。また、オープン中は特別編成となり、昼間の時間帯（ランチタイム）に公開生放送を行っていた。
  - 2006年は3月13日 - 4月23日に開設された。
  - 2007年は3月12日 - 4月22日に開設された。
  - 2008年は3月3日 - 4月20日に開設された。
  - 2009年はインディジャパン300mileの開催日程変更により、二輪レースロードレース世界選手権（MotoGP）を特集した「MotoGP CAFE」を展開。開設期間は短縮された。（4月3日 - 4月26日）
- 新星堂ララスクエア宇都宮（→ 現・トナリエ宇都宮）
かつては、JR宇都宮駅前にあるララスクエアの5階にある新星堂には小さいイベントスペースがあり、ここで公開生放送や公開録音を行うことがあった。
現在、閉店した為行われていない。

## 社会貢献活動
- 喜連川ほっとベリータイム

2008年4月より社会貢献活動の一環として、栃木県さくら市の喜連川社会復帰促進センター内の所内放送として、受刑者向けの特別番組（60分）を制作・放送している。なお、この試みは2か月に一度のペースで今後も継続して行われる予定である。
参考：第140回エフエム栃木 放送番組審議会議事録